# حكومة توافقية
الحكومة التوافقية هي شكل من أشكال الحكومة الديمقراطية التوافقية في كندا وفي الأقاليم الشمالية الغربية ونونافوت، كما في نوناتسيافوت وهي منطقة ذاتية الحكم في مقاطعة نيوفاوندلاند ولابرادور.
سكان هذه الولايات القضائية أغلبهم من السكان الأصليين. بدأ تأسيس هذا النظام في الأقاليم الشمالية الغربية خلال السبعينيات، وتبناه نونافوت عندما ظهر للوجود في عام 1999.

## السكان الأصليون والتنمية
في عام 1905، تم فصل مقاطعات ألبرتا وساسكاتشوان من الأراضي الشمالية الغربية التي كانت أكبر كثيرًا حينئذ. وتم إنشاء إقليم يوكون في عام 1898 لتسهيل إدارة حقول الذهب به، ومُنحت كلا من أونتاريو وكيبيك مساحات واسعة من الأراضي الشمالية. واعتبرت الأراضي المتبقية متنازعًا عليها من قبل الأوروبيين، معظم سكانها من قبائل ديني والملونين والإسكيمو، والتي لا تتطلب الكثير في الإدارة. تم منح مفوض الأقاليم الشمالية الغربية، موظف يرفع تقريرًا إلى وزير الشؤون الهندية والشمالية في أوتاوا، السلطات العامة للحكم.
وعقد المجلس التشريعي للنبلاء الأغنياء جلسات من وقت لآخر، وناقش المسائل المتعلقة بالسكان الأصليين والتنمية الشمالية. واجتمع المجلس الثاني للأقاليم الشمالية بشكل متقطع في أوتاوا، ومرروا القوانين لمصلحة الإقليم.
خلال الخمسينيات والستينيات بدأ تعيين أو انتخاب بعض سكان الإقليم بالمجلس. وفي البداية كان هؤلاء الأعضاء المنتخبون من غير السكان الأصليين ولكن بأعداد متنامية تدريجيًا بدأ دخول قبائل الديني والملونين والإسكيمو. وبدأ الأعضاء في تأمين مناصب في المجلس التنفيذي ليحلوا محل مسؤولي أوتاوا المعينين وأصروا على نقل السلطة. وقلص وزير الشؤون الهندية والشمالية من سلطات المفوض تدريجيًا بسلسلة من الخطابات وعزز سلطات الجمعية.
ثم تم انتخاب أول مجلس تنفيذي منتخب كاملاً في عام 1980 برئاسة جورج برادين وتم تأسيس نظام الحكومة التوافقي منذ ذلك التاريخ.

## اختيار القيادة
يتم انتخاب أعضاء المجلس التشريعيي كمستقلين بحيث يكون عضوًا واحدًا عن كل منطقة عن طريق اقتراع الأغلبية البسيطة. ويختار المجلس التشريعي أولاً رئيسًا له، ثم رئيس مجلس الوزراء وأخيرًا أعضاء مجلس الوزراء من بين أعضاء المجلس. في كل حالة يجب على المرشح الحصول على أغلبية من الأصوات. وهذا يعني أنه قد تحدث عدة اقتراعات قبل أن يتم اختيار المرشح الناجح.
ولدى رئيس مجلس الوزراء ثلاث سلطات رئيسية. لرئيس مجلس الوزراء 1) تعيين أسماء الحقائب الوزارية لكل وزير كما يمكنه نقلها أو تعديلها، 2) التحكم في جدول أعمال مجلس الوزراء/المجلس التنفيذي و3) تعيين ومكافأة نواب الوزراء وكذلك إعفاؤهم من مناصبهم.
يعتمد إصدار التشريعات وتعتمد الحكومة على الاحتفاظ بـثقة المجلس التشريعي. ومع ذلك ونظرًا لغياب الأحزاب السياسية، لا توجد معارضة وبدلاً من مؤتمرات الأحزاب، يشارك الأعضاء بانتظام في مؤتمرات جميع أعضاء المجلس التشريعي.

## وضع برنامج الحكومة
بعد انتخاب الوزراء واختيارهم بنظام التوافق، من المحتم وجود جدول أعمال عام للأعمال المقترحة للحكومة. تم تطوير هذا البرنامج من قبل مجلس الوزراء وأعضائه، ويسمي بيان التكليف أو التوافق، ويتم وضعه شعبيًا في وقت مبكر من ولاية المجلس الجديد.
في حين أن نماذج توافق الحوار غالبًا ما تتطلب الحصول على إجماع حقيقي، على سياسات الحكومة التوافقية التي تتقدم بها الحكومة ويتم اقرارها بأغلبية الأصوات؛ ولذلك يجب على الحكومة أن تتقدم بسياسات ترضي أغلبية المجلس التشريعي إذا أرادت إقرارها.

## قائمة بالحكومات التوافقية
- الجمعية التشريعية في الأقاليم الشمالية الغربية
- الجمعية التشريعية في نونافوت

## وصلات خارجية
- Consensus government (Legislative Assembly of the NWT)
- About Consensus Government (Gov't of Nunavut) (نسق المستندات المنقولة file, 51.4 KB)